# Tarzan Boy’93 Remix
A Tarzan Boy'93 Remix vagy hivatalosan 1993 Remix az olasz Baltimora nevű italo-disco együttes első 1985-ös sikerének remixe. A remix 12-es bakelit lemezen is napvilágot látott, melyen az eredeti változat mellett remixek is találhatóak.

## Megjelenések
CD Maxi  US SBK Records – DPRO-04681
1. Tarzan Boy (Original Version) 3:45
2. Tarzan Boy (1993 Remix) 3:46 Remix, Mixed By, Engineer, Producer [Additional Production] – Daniel Abraham

1. Tarzan Boy (Extended 1993 Remix) 5:35 Remix, Mixed By, Engineer, Producer [Additional Production] – Daniel Abraham
2. Tarzan Boy (U.K. Swing Mix) 3:21
3. Tarzan Boy (Extended Dub) 5:01

## Külső hivatkozások
- Hallgasd meg az 1993-as verziót[4]